# Karl Ludwig Baur
Karl Ludwig Baur (* 22. April 1794 in Schmiden; † 19. August 1838 in Geislingen an der Steige) war ein württembergischer Oberamtmann.

## Leben und Beruf
Karl Ludwig Baur war der Sohn eines Dekans und Stadtpfarrers. Er machte nach der Schule eine Ausbildung im Schreibereifach und studierte anschließend von 1818 bis 1820 Staatswirtschaft in Tübingen. 1820 legte er die Dienstprüfung beim Ministerium des Innern ab. Bis 1829 arbeitete er als Oberamtsverweser in Künzelsau. Von 1829 bis 1830  war er Oberamtmann in Waldsee, von 1830 bis 1832 in Aalen und von 1832 bis zu seinem Tod im Jahr 1838 in Geislingen.